# Elecciones provinciales del Chaco de 1983
Las elecciones generales de la provincia del Chaco de 1983 tuvieron lugar el 30 de octubre del mencionado año con el objetivo de restaurar las instituciones democráticas constitucionales después de siete años de la dictadura militar autodenominada Proceso de Reorganización Nacional, imperante desde 1976, llevándose a cabo en conjunto con las elecciones presidenciales y legislativas a nivel nacional. Se debía elegir al Gobernador y Vicegobernador para el período 1983-1987, y a los 30 miembros de la Legislatura Provincial Chaqueña. Debido al sistema escalonado que utiliza Chaco para las elecciones legislativas, 15 de los diputados electos cumplirían solo la mitad del mandato, debiendo realizarse elecciones de medio término en 1985, mientras que los demás permanecerían en su cargo hasta 1987.
Estos comicios estuvieron signados por una profunda polarización, que fue superior incluso a la ocurrida en las elecciones presidenciales. La competencia fue sumamente ajustada y se dio entre Florencio Tenev, candidato del Partido Justicialista, y Luis León, candidato de la Unión Cívica Radical. Sus respectivos compañeros de fórmula fueron Alberto Torresagasti, que ya había sido vicegobernador de Deolindo Bittel entre 1973 y 1976, y Héctor Salom.
El escrutinio fue sumamente ajustado y, durante varias horas, se creyó factible que León ganaría por el denominado «efecto arrastre» del candidato presidencial radical Raúl Alfonsín, vencedor tanto a nivel nacional como en la provincia. La UCR salió victoriosa en las principales urbes de la provincia y obtuvo la intendencia de la capital provincial, Resistencia. Sin embargo, tras imponerse decisivamente en los departamentos del interior, Tenev fue en última instancia el ganador con el 47,32% de los votos contra el 46,21% de León, una diferencia de 1,11 puntos. Por su parte, la elección legislativa fue tan estrecha que resultó en un empate técnico entre el PJ y la UCR, obteniendo ambos 15 escaños legislativos cada uno, siendo el primero el partido más votado. Los cargos electos asumieron el 11 de diciembre de 1983, un día después que el presidente y el Congreso de la Nación.

## Resultados

### Gobernador y Vicegobernador
|  | 47.32 % |

|  | 46.21 % |

|  | 2.79 % |

|  | 1.17 % |

|  | 0.84 % |

|  | 0.71 % |

|  | 0.38 % |

|  | 0.36 % |

|  | 0.15 % |

|  | 0.07 % |

|  | 96.77 % |

|  | 2.89 % |

|  | 0.33 % |

|  | 100.00 % |

|  | 75.90 % |

### Cámara de Diputados
|  | 47.02 % |

|  | 45.57 % |

|  | 2.84 % |

|  | 1.21 % |

|  | 0.92 % |

|  | 0.85 % |

|  | 0.46 % |

|  | 0.41 % |

|  | 0.39 % |

|  | 0.19 % |

|  | 0.15 % |

|  | 96.74 % |

|  | 2.94 % |

|  | 0.31 % |

|  | 100.00 % |

|  | 75.90 % |